# ايكاروس بيجي
ايكاروس بيجي (بالألمانية: Ikaros Bigi)‏ (و. 1947 – م) هو فيزيائي من ألمانيا . ولد في ميونخ.

## مناصب وهيئات
أدار جامعة نوتر دام.

## جوائز
حصل على جوائز منها:
- جائزة ساكوراي (2004).